# Eredivisie Hockey
Die Eredivisie Hockey (offiziell: BMW Hockey League bei den Herren und Athlon Car Lease Hockey League bei den Damen) ist die höchste belgische Hockeyliga (Feld). Seit 1919 werden in Belgien nationale Meisterschaften unter wechselnden Modi durchgeführt. Momentan sind bei den Herren zwölf und bei den Damen zehn Clubs in der Eredivisie vertreten. Nach einer Doppelrunde treten die vier besten Teams in den Play-Offs an, um den belgischen Meister zu ermitteln. Rekordmeister bei den Herren ist der Royal Léopold Club mit 23 Titeln und bei den Damen Royal Uccle Sport mit 22 Meisterschaften. In der EHF-3-Jahreswertung, die die Anzahl der nationalen Europacupstarter festlegt, belegt Belgien aktuell (Stand: 2016) den dritten Rang.

## Belgische Meister seit 1920
| Saison | Herren              | Damen                |
| ------ | ------------------- | -------------------- |
| 1920   | HLTC Brussels       | –                    |
| 1921   | La Gantoise         | –                    |
| 1922   | Royal Léopold Club  | Royal Léopold Club   |
| 1923   | Royal Léopold Club  | Royal Léopold Club   |
| 1924   | Royal Racing Club   | Royal Racing Club    |
| 1925   | HC Royal Beerschot  | Royal Racing Club    |
| 1926   | La Rasante          | Royal Léopold Club   |
| 1927   | HC Royal Beerschot  | Royal Racing Club    |
| 1928   | Royal Léopold Club  | La Rasante           |
| 1929   | La Rasante          | La Rasante           |
| 1930   | La Rasante          | Royal Léopold Club   |
| 1931   | La Rasante          | La Rasante           |
| 1932   | HC Royal Beerschot  | La Rasante           |
| 1933   | Royal Racing Club   | Royal Racing Club    |
| 1934   | HC Royal Beerschot  | –                    |
| 1935   | Royal Racing Club   | –                    |
| 1936   | Royal Racing Club   | Royal Léopold Club   |
| 1937   | La Rasante          | Royal Léopold Club   |
| 1938   | La Rasante          | La Rasante           |
| 1939   | Royal Léopold Club  | La Rasante           |
| 1940   | La Rasante          | La Rasante           |
| 1941   | Royal Racing Club   | La Rasante           |
| 1942   | HC Royal Beerschot  | La Rasante           |
| 1943   | La Rasante          | HC Royal Beerschot   |
| 1944   | HC Royal Beerschot  | HC Royal Beerschot   |
| 1945   | La Rasante          | La Rasante           |
| 1946   | Royal Daring        | HC Royal Beerschot   |
| 1947   | Royal Daring        | HC Royal Beerschot   |
| 1948   | Royal Daring        | Royal Racing Club    |
| 1949   | Royal Daring        | Royal Racing Club    |
| 1950   | HC Royal Victory    | Royal Léopold Club   |
| 1951   | Royal Léopold Club  | Royal Léopold Club   |
| 1952   | Royal Léopold Club  | HC Royal Beerschot   |
| 1953   | La Rasante          | Royal Antwerpen      |
| 1954   | La Rasante          | Royal Antwerpen      |
| 1955   | La Rasante          | Royal Antwerpen      |
| 1956   | La Rasante          | Royal Antwerpen      |
| 1957   | La Rasante          | Royal Antwerpen      |
| 1958   | La Rasante          | Royal Antwerpen      |
| 1959   | Royal Léopold Club  | Royal Antwerpen      |
| 1960   | Royal Léopold Club  | Royal Antwerpen      |
| 1961   | Royal Léopold Club  | Royal Antwerpen      |
| 1962   | HC Royal Victory    | Royal Antwerpen      |
| 1963   | –                   | –                    |
| 1964   | Royal Uccle Sport   | Royal Antwerpen      |
| 1965   | Royal Uccle Sport   | Royal Antwerpen      |
| 1966   | Royal Léopold Club  | Royal Uccle Sport    |
| 1967   | Royal Léopold Club  | Royal Uccle Sport    |
| 1968   | Royal Léopold Club  | Royal Uccle Sport    |
| 1969   | Royal Léopold Club  | Royal Uccle Sport    |
| 1970   | Royal Léopold Club  | Royal Uccle Sport    |
| 1971   | Royal Léopold Club  | Royal Uccle Sport    |
| 1972   | Royal Léopold Club  | Royal Uccle Sport    |
| 1973   | Royal Léopold Club  | Royal Uccle Sport    |
| 1974   | Royal Léopold Club  | Royal Uccle Sport    |
| 1975   | Royal Uccle Sport   | Royal Uccle Sport    |
| 1976   | Royal Uccle Sport   | Royal Uccle Sport    |
| 1977   | Royal Uccle Sport   | Royal Uccle Sport    |
| 1978   | Royal Uccle Sport   | Royal Uccle Sport    |
| 1979   | Royal Uccle Sport   | Royal Uccle Sport    |
| 1980   | Royal Uccle Sport   | Royal Uccle Sport    |
| 1981   | Royal Uccle Sport   | Royal Uccle Sport    |
| 1982   | Royal Uccle Sport   | Royal Uccle Sport    |
| 1983   | Royal Uccle Sport   | Royal Uccle Sport    |
| 1984   | Royal Uccle Sport   | Royal Uccle Sport    |
| 1985   | Royal Uccle Sport   | Royal Uccle Sport    |
| 1986   | La Rasante          | Royal Uccle Sport    |
| 1987   | Royal Uccle Sport   | La Rasante           |
| 1988   | Royal Léopold Club  | La Rasante           |
| 1989   | Royal Léopold Club  | Royal Uccle Sport    |
| 1990   | La Rasante          | La Rasante           |
| 1991   | Royal Léopold Club  | La Rasante           |
| 1992   | Royal Léopold Club  | Royal Léopold Club   |
| 1993   | Royal Baudioun      | KHC Leuven           |
| 1994   | Royal Baudioun      | KHC Dragons          |
| 1995   | Royal Baudioun      | Royal Léopold Club   |
| 1996   | HC Royal White Star | KHC Leuven           |
| 1997   | KHC Dragons         | KHC Leuven           |
| 1998   | HC Royal Herakles   | KHC Leuven           |
| 1999   | KHC Dragons         | KHC Leuven           |
| 2000   | KHC Dragons         | Royal Léopold Club   |
| 2001   | KHC Dragons         | Royal Léopold Club   |
| 2002   | Royal Léopold Club  | HC Parc              |
| 2003   | KHC Dragons         | HC Royal Victory     |
| 2004   | Royal Léopold Club  | Royal Léopold Club   |
| 2005   | Royal Léopold Club  | Royal Léopold Club   |
| 2006   | Waterloo Ducks HC   | La Gantoise          |
| 2007   | Royal Antwerpen     | Royal Antwerpen      |
| 2008   | KHC Leuven          | Royal Antwerpen      |
| 2009   | Waterloo Ducks HC   | Royal Uccle Sport    |
| 2010   | KHC Dragons         | Royal Antwerpen      |
| 2011   | KHC Dragons         | Royal Wellington THC |
| 2012   | Waterloo Ducks HC   | Royal Antwerpen      |
| 2013   | Waterloo Ducks HC   | Royal Antwerpen      |
| 2014   | Waterloo Ducks HC   | Royal Wellington THC |
| 2015   | KHC Dragons         | Royal Antwerpen      |
| 2016   | KHC Dragons         | Braxgata HC          |